# Oddaljeno branje
Oddaljeno branje (angl. distant reading) pristop v literarni vedi, ki uporablja računalniške metode za analizo literarnih  besedil. V poštev pride pri veliki količini podatkov (besedil, objav, replik, stavkov, besed), ki jih je prinesel projekt Googlove Knjige. Podobni pojmi so scalable reading ('merljivo branje'),, makroanalize, kulturne analitike, računalniški formalizem, računalniške literarne študije in algoritmnična literarna veda. 

## Zgodovina pojma
Pojem "oddaljeno branje" povezujemo s člankom Conjectures on World Literature iz leta 2000, ki ga je napisal Franco Moretti. V tem članku Moretti predlaga način branja izven ustaljenih literarnih kanonov, branje del, ki jih je mogoče poimenovati kot "neprebrana velika" dela, o čemer tudi piše v članku The Slaughterhouse of Literature. Gre torej za drugačno razumevanje literature, ne s pomočjo preučevanja posameznih tekstov, ampak s pomočjo združevanja in analiziranja velike količine podatkov.  Moretti je na začetku razumel pristop oddaljenega branja kot primeren za analize sekundarne literature, ki bi posredno pripeljale do boljšega poznavanja primarne literature. Šele kasneje je postal pojem oddaljeno branje povezan predvsem z računalniškimi analizami primarnih literarnih virov. Kljub konsenzu o pojmu oddaljenega branja na prelomu v iz 20. v 21. stoletje, je Ted Underwood našel sledi te metode že desetletja pred vznikom interneta, ko še ni bila povezana samo z računalniki. Pri tem je opozoril na dela Raymona Williamsa iz 60. let in Janice Radway iz 80. let dvajsetega stoletja.
Različnost definicij in ciljev oddaljenega branja je značilna za razvoj od preloma tisočletja naprej, saj vključuje različne metode in pristope in ni enovita metoda literarne vede.
Moretti je leta 2010 ustanovil Stanford Literary Lab, kjer je svojo teorijo preizkusil v praksi (dva računalniška sistema sta preučevala 30 romanov, morala sta določiti zvrst šestih različnih romanov; obema programoma je to uspelo; prvi program je prišel do zaključka s pomočjo slovničnih in semantičnih signalov, drugi pa s pomočjo besedne pogostosti). Izkazalo se je, da ljudje zvrst definiramo na drugačen način, kot to stori računalnik (npr. ljudje grozljivi roman prepoznamo po opisu gradov in jezikovnih značilnosti obdobja, računalnik pa jo v angleščini prepozna po pogostem pojavljanju člena the). Prišli so do zaključka, da ima literatura formalne vidike, ki jih ljudje brez pomoči tehnologije ne odkrijemo. Moretti je ob koncu raziskave priznal, da stvari niso potekale tako, kot si jih je zamislil, saj je med procesom prešel od kvantitativne analize h kvalitativni.

## Opredelitev pojma
Eno od temeljnih načel oddaljenega branja je, da je literarno zgodovino in teorijo mogoče pisati brez skrbnega, vztrajnega poglabljanja v posamezna besedila, kar je značilno za natančno branje (close reading). Predmet analize ni le samo literarno besedilo. Oddaljeno branje je nasprotje natančnemu branju, ki ga prakticiramo ob posameznem delu. Če bi hoteli spoznati npr. angleško viktorijansko fikcijo, bi morali tako prebrati vseh 60.000 romanov, objavljenih v 19. stoletju v Angliji, kar pa ni mogoče. Spoznanj iz branja posameznega besedila tudi ni mogoče posplošiti na celotno raznoliko produkcijo. Spremeniti je torej treba bralno strategijo, provokativno rečeno: za razumevanje literature moramo nehati brati knjige. Oddaljeno branje bi moralo izpodrivati natančno branje, ne pa ga dopolnjevati.  Nekaj raziskovalcev je načela oddaljenega branja apliciralo na manjše zbirke besedil ali celo na en sam tekst. Oddaljeno branje ima z analovsko šolo skupen fokus na analize dolgotrajnih zgodovin in trendov. Empirični pristopi k literarni vedi so običajni značilnost oddaljenega branja in jih pogosto spremlja opiranje na kvantitativne metode. Moretti je opisal koncept "operacionalizacije" kot "absolutno centralni za novo polje računalniške teorije", ki vključuje oddaljeno branje. Za Morettija to načelo predstavlja "gradnjo mostu od konceptov k meritvam, in potem k svetu" (104) pri čemer so v središču združeni interesi empiričnih in kvantitativnih raziskav. V praksi se za oddaljeno branje v 21. stoletju uporabljajo računalniki, četudi Underwood navaja ugledne neračunalniške predhodnike. Pristop, ki združuje računalniške analize in literarne raziskave, imenujejo "ročno oddaljeno branje" ("distant-reading-by hand). Voyant Tools je eden izmed programov, s katerim se lahko lotimo oddaljenega branja.

## Kritike oddaljenega branja
Širok pregled problema interpretacije v digitalni humanistiki je opravil Stanley Fish, a specifičen primer, ki ga je izbral za svoj kritični pretres, kaže, da je njegov pogled na oddaljeno branje izoblikovan glede na lastne vtise o njem: "najprej narediš računalniške analize in potem pogledaš ali se prilegajo interpretativni hipotezi. Metoda, če jo lahko tako imenujemo, je odvisna od zmožnosti orodja." Na podoben način se Stephen Marche osredinja na možnosti interpretacije v okvirih računalniške literarne analize v članku, ki se provokativno začenja z besedami "prihaja gmota podatkov za vaše knjige". Četudi najprej opiše oddaljeno branje kot "najbolj obetavno pot, vsaj na površini" med metodami digitalne humanistike, ki jih pretresa, zaključuje, da so posplošitve, ki jih odkriva v metodi neučinkovite, ko so "uporabljene za ustrezna literarna vprašanja". Dodatne kritike prihajajo s področja postkolonialnih teorij. Gayatri Spivak ne prepriča, da oddaljeno branje lahko predstavlja perspektivo "neprebranih velikih", sprašuje se, "ali naj bo naša edina ambicija ustvariti avtoritativne totalizacijske vzorce, ki so odvisni od nepreverjenih trditev majnih skupin ljudi". Jonathan Arac preizprašuje "neprikrit imperializem angleščine".

## Primeri
V Style, Inc. Reflections on Seven Thousand Titles (British Novels, 1740-1850) Franco Moretti uporablja zgodnjo metodologijo oddaljenega branja za analizo določenih sprememb v naslovih romanov v času in prostoru, ki ju raziskuje. Ker nima na razpolago korpusov besedil teh romanov, Moretti trdi, da so naslovi še vedno najboljši način za preseganje enega procenta romanov, ki tvorijo kanon, in da dajo vsaj bežen vpogled v literarno polje kot celoto. Rezultate kvantitativnih analiz naslovov Moretti kombinira z kontekstualnim poznavanjem literarne zgodovine in tako naslavlja vprašanja o krajšanju naslovov v osemnajstem stoletju, o naravi zelo kratkih naslovov romanov in o razmerju med naslovi in žanri. Na primer, v sekciji I dokazuje upad dolžine naslovov v časovnem obdobju in povezuje ta fenomen z rastjo trga za romane in nastankom revij, ki so redno recenzirale romane.
V članku Why Literary Time is Measured in Minutes Ted Underwood sprašuje, zakaj so kratki razponi tako pomembni za našo disciplino, zakaj je izkušnja, merjena v sekundah in minutah bolj literarno primerne kot izkušnja, merjena v tednih ali mesecih? Metodološko Underwood dopolnjuje teoretične ideje o stiskanju fikcionalnega časa s pristopi oddaljenega branja, ki modelirajo povprečno dolžino časa opisano v 250-besednih delih literarnih besedil skozi tri stoletja. S tem, ko kombinira kvantitativne izsledke z natačnim branjem, Underwood zaključuje svoj članek z razpravo o vključitvi kvantitativnih metod v literarno vedo, saj vidi natančno branje in statistične modele ne kot tekmujoče epistemologije, temveč kot povezovalne načine interpretacije, ki so uspešni pri različnih obsegih analiz.
V pamfletu Literary Laba  A Quantitative Literary History of 2,958 Nineteenth-Century British Novels: The Semantic Cohort Method Ryan Heuser in Long Le-Khac analizirata rabo besed v svojem korpusu in zagovarjata "sistematično konkretizacijo jezika in fundamentalne spremembe v socialnih prostorih romana. Njune analize kažejo na spremembo v načinu in obrat v romanesknem pripovednem stilu "od govorjenja k prikazovanju" v teku stoletja. Njuni izsledki se ujemajo z mnogimi literarnoteoretičnimi spisi o spremembah od realizma k modernizmu v pripovednu stilu 19. stoletja.
Lauren F. Klein uporablja metode iz računalniškega jezikoslovja in vizualizacij podatkov za arhiv o suženjstvu v članku 'The Image of Absence: Archival Silence, Data Visualization, and James Hemings', da bi predstavila primere, kako lahko oddaljeno branje razkrije in osvetli "tišine, ki so značilne za arhiv o ameriškem suženjstvu".
COST akcija 'Distant Reading for European Literary History' je evropski projekt, ki združuje znanstvenike in znanstvenice, ki jih zanimajo gradnja korpusov, kvantitativne tekstne analize in evropska literarna zgodovina.  Cilj projekta je ustvariti mrežo raziskovalcev, ki bodo skupaj razvijali vire za oddaljeno branje in metode, ki so potrebne, da se spreminijo načini, s katerimi se je doslej pisala evropska literarna zgodovina. Med cilji projekta je tudi večjezikovna evropska zbirka literarnih besedil (ELTeC) , ki bo vključevala celotna besedila romanov v različnih evropskih jezikih.